# Флотокол
Флотокол - флотаційний реагент. Являє собою суміш 80 % гасових фракцій і 20 % багатоатомних спиртів. Застосовується при флотації вугілля. Вихідний матеріал: вугільні шлами крупністю 0 – 0,5 мм при вмісті твердого в пульпі – до 300 кг/м3. Найбільше застосування реагент флотокол отримав у вуглезбагачуваній промисловості Чехії.